# Panhard AML
Pour les articles homonymes, voir AML et 60 (nombre).
La Panhard AML est une automitrailleuse légère (AML) fabriquée par la firme Panhard qui équipa l’armée de Terre et la Gendarmerie nationale française du début des années 1960 à la fin des années 1990. Elle est proposée en trois versions, une avec un mortier de 60 mm et deux mitrailleuses de 7,5 mm, une avec un mortier de 60 et une seule mitrailleuse et une avec un canon de 90 mm Mle F1. La France les a remplacées mais de nombreux pays africains en possèdent encore.

## Engin de contre-insurrection

### Au départ, un engin de contre-insurrection destiné à la guerre d'Algérie
Pendant la guerre d'Algérie, l'armée française exprime un besoin pour un véhicule léger blindé destiné à la contre insurrection. A cet effet, elle dispose déjà de trois véhicules qui ne sont toutefois pas satisfaisants.
Le premier est l'automitrailleuse Ford M8 Greyhound,  d'origine américaine, est dotée d'un canon M6 de calibre 37 mm insuffisant et d'une mitrailleuse Browning HB M2 qui ne peut être servie que de l'extérieur du véhicule. En outre, c'est un matériel vieillissant pour lequel l'armée française manque peu à peu de pièces détachées.
Le second est l'Engin Blindé de Reconnaissance (EBR) de Panhard qui possède un armement puissant mais qui a été conçu pour un conflit en Europe. Fait pour la route, il est lourd et ne supporte pas les terrains difficiles. En outre, c'est un engin trop complexe mécaniquement.
Le troisième est l'automitrailleuse britannique Daimler Ferret qui est de conception récente. Elle est agile et souple mais son armement est trop léger, une mitrailleuse de calibre 7,62 mm en tourelle.
En février 1955, la DEFA se retrouve devant un dilemme, soit commander plus de Daimler Ferret, voire la faire produire sous licence en France, soit faire développer un matériel propre par les industriels français. Une fiche programme est publiée le 19 mars 1956. Le véhicule doit peser 4,2 tonnes, il doit avoir une autonomie de 500 km, un armement de deux mitrailleuses et un lance-grenades, il doit être aérotransportable et avoir une capacité amphibie. Renault, Simca, Berliet, AMX, Saviem et Panhard se montrent intéressés mais seuls les deux derniers donnent suite. Le projet Saviem est refusé fin 1957 mais il est conservé en cas d'échec du projet Panhard.
Le projet Panhard fait l'objet d'évaluation, sur des maquettes en bois pour commencer entre juin 1957 et début 1958, Panhard lance le prototype 242 avec un équipage de 3 hommes, deux dans l'habitacle et un dans la tourelle. Le châssis lui-même est validé dès 1959 mais l'armée française désire l'inverse : une tourelle avec deux hommes d'équipage. Le projet de tourelle est donc confié dans un premier temps à Saint-Chamond, dans un deuxième temps à Fives-Lille qui conçoit la tourelle FL 13 qui est refusée et dans un troisième temps aux ateliers du Havre de la Compagnie normande de mécanique de précision (AHE/CNMP) qui emporte le marché. Cette dernière est chargée de concevoir deux types de tourelles, l'une avec un mortier de calibre 60 mm et deux mitrailleuses AA52 de calibre 7,5 mm, l'autre avec un mortier de 60 mm et une mitrailleuse lourde américaine Browning M2 HB de 12,7 mm. Parallèlement, une étude est menée sur l'armement principal. Le mortier de calibre 60 mm MC avec chargement par la culasse est préféré au canon allemand MG 151 de 20 mm et à la mitrailleuse Browning HB M2 de 12,7 mm. Enfin, l'AHE/CNMP est chargée de développer une tourelle avec un canon de calibre 90 mm, au départ destiné à un projet séparé AMX AML S420, l'Engin léger de combat (ALC)  mais qui est monté en série sur le châssis de l'AML Panhard après des essais concluants.

### Finalement, un engin qui s'exporte très bien

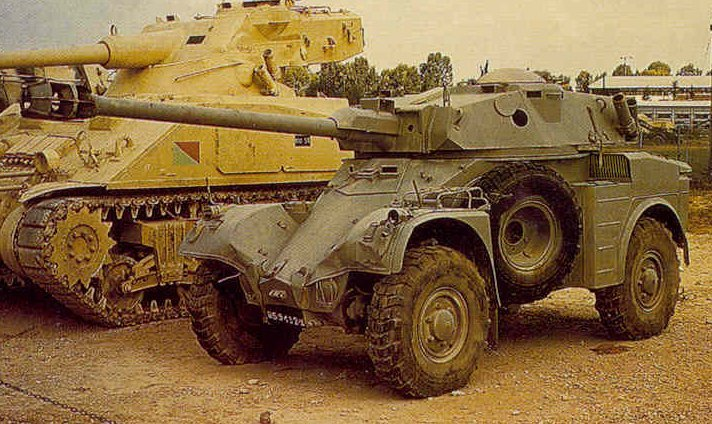
AML-90 en Égypte

La production est donc lancée dès le début de 1959 et s'achève à la fin des années 80 avec près de 6 000 véhicules construits dont plus de 900 exemplaires pour l'armée française et à la gendarmerie, tous fabriqués sur la base du modèle initial sans modification. 1 600 exemplaires sont produits sous licence par l'Afrique du Sud sous le nom d'Eland Mk7/Eland 60/90.
Les premiers engins sont livrés en avril-mai 1961 au 2e régiment de Hussards. L'AML est déployée en Algérie au début de 1962 mais les opérations militaires ayant cessé, elle n'est pas utilisée au combat. La commande initiale est de 2 000 véhicules mais le général de Gaulle décide de la ramener à 600 car il souhaite donner la priorité au programme nucléaire sur les programmes d'armements classiques. Pour compenser, Panhard se tourne alors vers l'exportation avec beaucoup de succès. Au modèle de base, s'ajoutent de multiples options dont des appareils de vision à infrarouge ou à intensificateur de lumière, une conduite de tir sophistiquée, l'air conditionné, un kit amphibie, un système de protection NBC, un groupe motopropulseur plus performant...
Au 1er janvier 1989, outre les véhicules des unités d'outre-mer, 439 AML 60 et 188 AML 90 soit 735 véhicules sont sur le territoire métropolitain français. 216 AML 60 et 188 AML 90 pour les unités de réservistes de la défense opérationnelle du territoire, 72 AML 90 pour la Force d'action rapide et 36 autres dans la 1re armée. La dernière opération extérieure de cet engin avec les forces françaises a lieu avec le 1er régiment étranger de cavalerie et le 503e RCC de Mourmelon en 1996 en République centrafricaine.
Le véhicule de transport de troupes M3 Panhard est une variante de l'AML-60 dont il utilise l'essentiel des composants. Conçu en 1969, il est produit à 1 200 exemplaires de 1971 à 1986 et vendu exclusivement à l'exportation.
Ce blindé est encore utilisé en 2020 dans plusieurs pays d'Afrique.

## Blindé léger, rapide, agile et puissamment armé

### Blindé léger et compact
L'AML a des dimensions minimales qui lui assure une grande agilité et une vulnérabilité limitée. Large de 1,91 m, long de 3,71 m (5,11 m dans la version 90 avec canon vers l'avant) , haut de 2,07 m, son empattement et son porte à faux minimum lui donne un gabarit très compact. Sa masse va de 4,9 à 5,8 t en fonction de son armement et de sa motorisation.

### Equipage
L'équipage est de trois membres :
- Le chef d'engin qui se trouve à gauche dans la tourelle et qui commande le véhicule et l'emploi de son armement.
- Le chargeur-tireur qui se trouve à droite dans la tourelle à côté du chef d'engin et qui met en œuvre l'armement.
- Le conducteur dont le poste de conduite se situe au centre de la caisse. Il peut conduire avec la trappe ouverte avec le siège en position haute ou avec le siège en position basse et la trappe fermée. Il dispose alors de trois épiscopes.

### Agilité
Le groupe motopropulseur de l'AML est un moteur à plat à essence Panhard type 4HD de quatre cylindres à refroidissement par air de 1 997 cm3 qui développe 90 ch à 4 300 tr/min soit 12 kW/t. Il est situé dans un compartiment à l'arrière du véhicule accessible par deux trappes blindées. Il est conçu à partir de deux moteurs du véhicule civil Dyna pour limiter les délais et les frais de développement. Avec lui, l'AML est capable d'atteindre 90 km/h. Son autonomie est de 600 km avec un réservoir d'essence de 156 L et une consommation moyenne de 25 L aux 100 km. La boîte de vitesses comprend six vitesses avant et une marche arrière. Elle est composée de deux boîtes séparées, l'une pour les rapports courts, l'autre pour les rapports longs. Le mouvement aux sorties de la boite de vitesses de type mécanique, avec six rapports avant et une marche arrière, est dirigé sur les deux carters de renvois latéraux qui assurent la transmission aux roues arrière par pignons, et aux roues avant par l'intermédiaire d'arbres de transmission qui longent les parois latérales de la carcasse blindée. Ce dispositif permet de transférer la puissance aux roues qui ont encore de l'adhérence et de limiter au maximum le patinage. Les roues sont équipées de quatre pneus Michelin 11,00 × 16 XL à structure radiale et dotés de boudins anti-crevaison. Les chambres à air sont des Hutchinson VP-PV remplies d'azote. La pression des pneus est contrôlée depuis l'intérieur par le conducteur pour franchir les zones boueuses ou sableuses.
L'AML a quatre roues indépendantes. Sa transmission intégrale permanente lui permet une grande stabilité. Sa suspension composée de ressorts hélicoïdaux et d'amortisseurs télescopiques monocorps contrôlent les bras tirés. Chaque roue est munie d'un frein Bendix à tambour de 330 mm. La direction est classique à crémaillère. Comme le freinage, la direction n'est cependant pas assistée. La garde au sol de l'automitrailleuse est de 33 cm afin de franchir des obstacles de 30 cm. Elle peut gravir des pentes de 60% et passer dans des dévers de 30%, traverser des gués d'1,10 m sans préparation. Elle peut franchir des tranchées de 3,10 m avec les rails de franchissement fixés sur le glacis avant et qui permettent de sortir le véhicule de l'ensablement.

### Protection
La caisse est autoporteuse et a une forme d'hexagone. Les quatre roues sont indépendantes. Elle a un glacis avant plongeant en V sensiblement identique à celui de l'automitrailleuse EBR qui tient compte des enseignements tirés avec l'automitrailleuse AMD 78 de 1935 trop vulnérable aux tirs de face. Le blindage de la caisse est composé de 13 plaques de blindage, de 30 mm sur le glacis et de 8 à 12 mm ailleurs. Les points les moins protégés sont l'arrière et le plancher. L'arrière est toutefois couvert par des coffres à équipement très spacieux. Le plancher est composé de deux plaques en V ouvert pour faire déflexion du souffle des mines, un des défauts principaux de l'EBR. Son efficacité reste toutefois limitée aux mines antipersonnel, pas aux mines antichars ni au IED/EEI (Improvised Explosive Device - Engins explosif improvisés). Elle est globalement protégée des éclats d'obus, de grenade et des munitions légères d'infanterie de calibre 7,62 mm.

### Armement
L'armement est le critère de distinction des modèles d'AML de l'armée française qui ont tous le même châssis.

#### L'AML HE 60-7 (Nomenclature usine: AML-245 B)

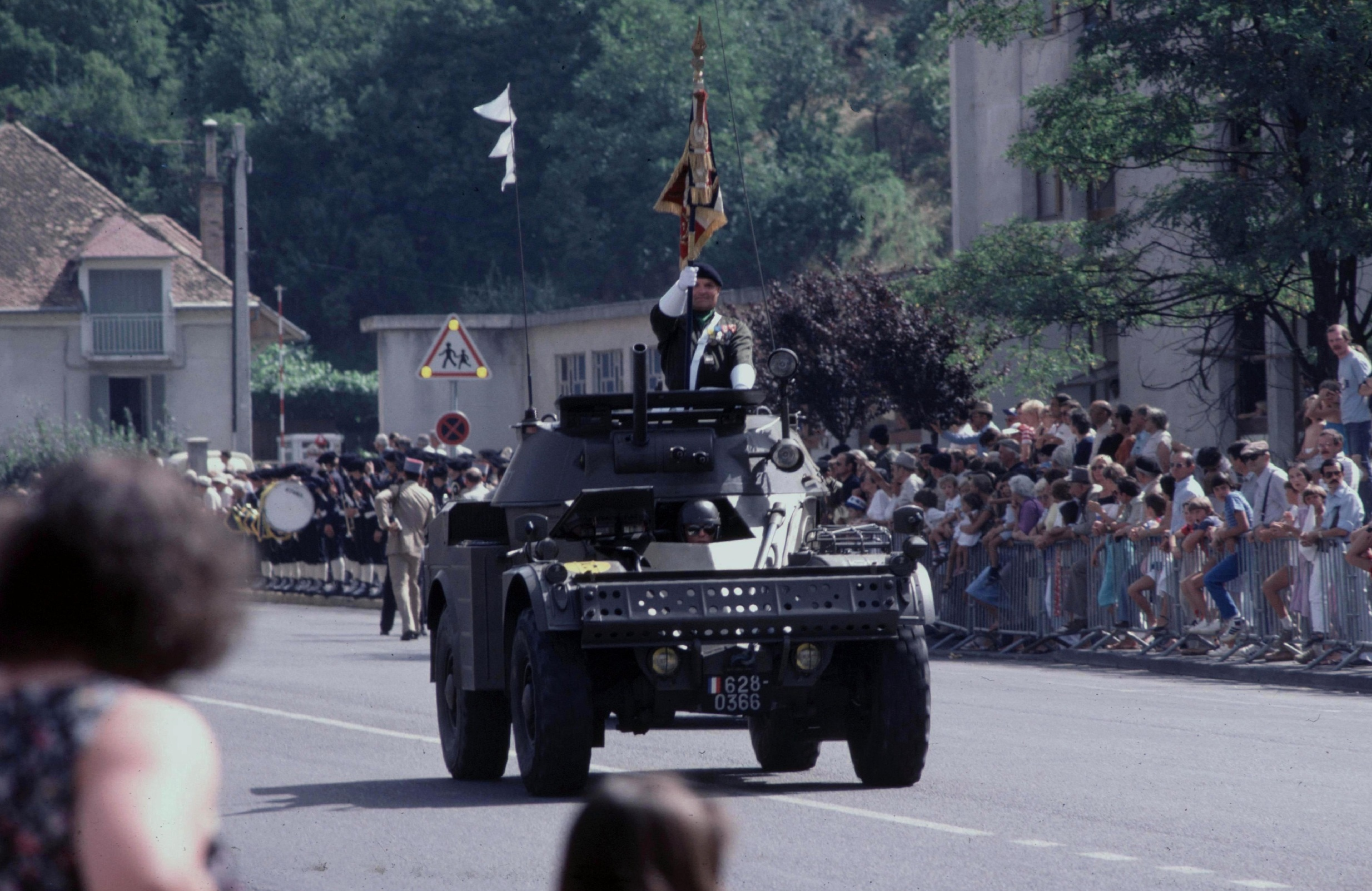
AML-60-7 avec le porte-drapeau du 4e régiment de chasseurs lors du défilé du 14 juillet 1983 à Gap.

L'armement principal de l'AML 60-7 est un mortier de 60 mm se chargeant par la culasse, disposant de 53 obus, associé à deux mitrailleuses AA 52 de 7,5 mm ou ANF1 de 7,62 mm OTAN approvisionnées à 3 200 coups.
Le mortier d'origine est rapidement remplacé par le Brandt Mle CM60A1 toujours en service aujourd'hui (à l'étranger). Il peut être utilisé comme arme à tir direct (portée 300 m) ou comme arme à tir courbe (portée 1 700 m). Son angle d'élévation est de ̹̹̠−15 à 80°.
Ses munitions sont les suivantes :
- Obus M 61 explosif à une portée maximale de 2 240 m,
- Obus M 63 éclairant d'une puissance de 180 000 candelas pendant 30 secondes à 2 200 m,
- Obus M 72 explosif à 2 650 m,
- Obus anti blindé à charge creuse (tir direct) à 500 m,
- Canister d'autodéfense à 50 m.

Le tireur dispose d'une lunette monoculaire M1 3x12 et d'un périscope binoculaire APX M 112 de grossissement optique 5, de champ 230 millièmes, d'amplitude de pointage de −22 à 47°, avec micromètre éclairé pour le tir de nuit.

#### L'AML HE 60-12 (Nomenclature usine: AML-245 A)
La tourelle, l'armement principal et le mortier de 60 mm restent identiques. Les deux mitrailleuses sont remplacées par une mitrailleuse lourde Browning M2 HB de 12,7 mm.

#### L'AML HE 90  (Nomenclature usine: AML-245 C)

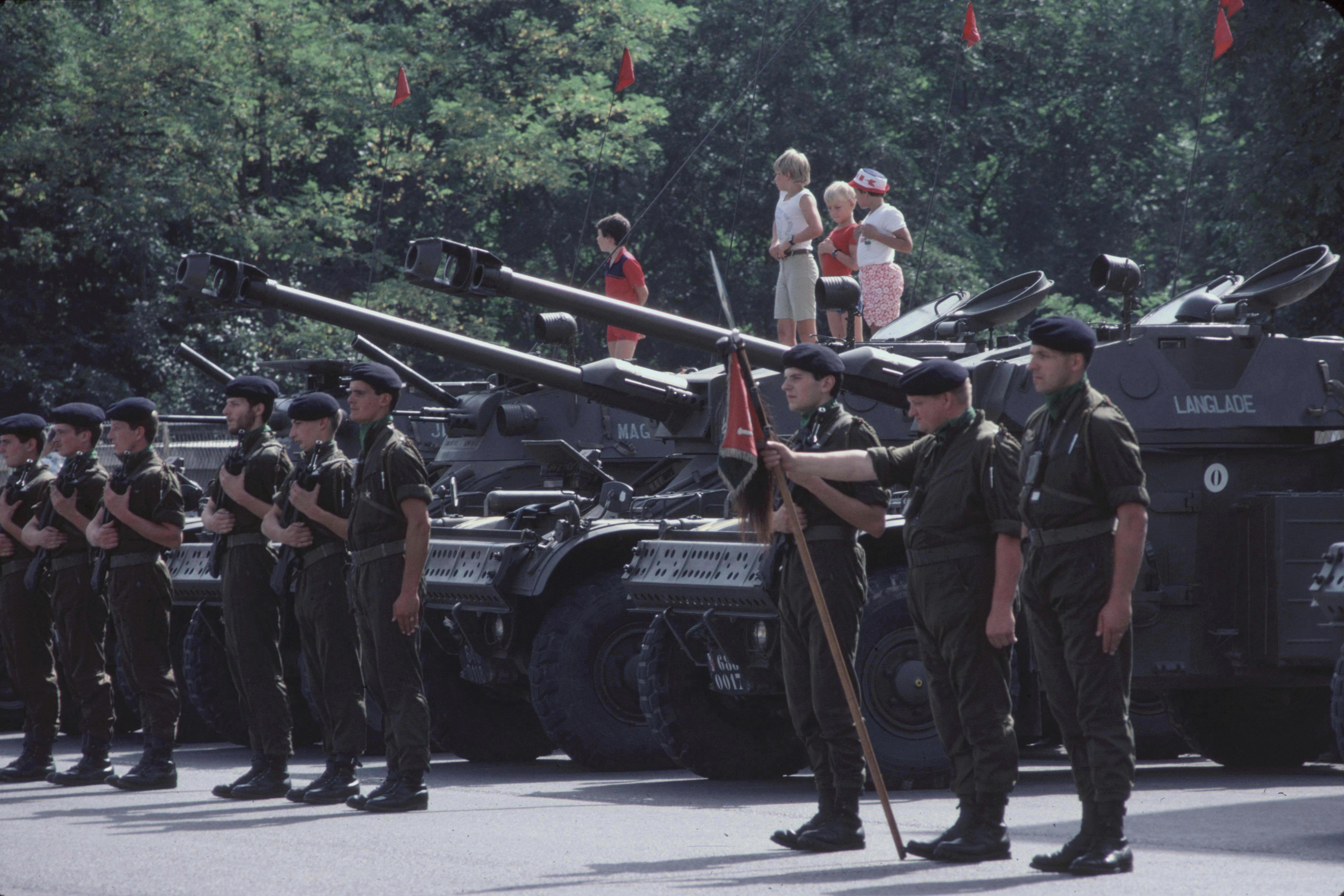
Des AML-90 du 4e régiment de chasseurs lors du défilé du 14 juillet 1983 à Gap.

Les plans d'une tourelle de 90 mm sont finalisés en 1959 mais la première tourelle n'est présentée qu'en 1960. Elle est équipée d'un canon de 90 mm EFA D921 / CN 90 F1 ) à faible recul et à faible vitesse initiale et d'une mitrailleuse AA 52. Son angle élévation est de −8 à 15°. Il dispose de 30 munitions de 90 mm qui peuvent être de 2 types :
- Obus HE de 1 500 m de portée
- Obus HEAT de 2 000 m de portée

Le tireur dispose d'une lunette de pointage monoculaire M 37 de grossissement 6. Il peut avoir aussi un viseur infrarouge M 262 couplé à un projecteur infrarouge PH-2-A

## Blindé léger à l'export
Vu son efficacité, son agilité, sa puissance de feu, sa simplicité et son faible prix unitaire, l'AML est un succès à l'exportation. Des versions différentes sont proposées à l'export dont aucune ne sera adoptée par l'armée française qui restera sur les versions initiales.

### Les versions proposées à l'export
- AML H 90

Dotée d'une puissante tourelle de 90 mm Hispano Suiza, elle peut être équipée en plus de deux missiles antichars SS 11 ou ENTAC.
- AML Lynx 90

Version ultime de la H 90, elle bénéficie d'une tourelle améliorée et de la possibilité d'avoir une système passif de vision nocturne, un télémètre laser et d'une mise en direction motorisée.
- AML HE 60-20

Version de l'AML HE 60-7 équipée d'un canon de calibre 20 mm approvisionné à 500 coups à la place des deux mitrailleuses de calibre 7,5 ou 7,62 mm.
- AML HE 60-20 Serval

Version améliorée de l'AML HE 60-20 avec un canon de calibre 20 mm M693 ou KAD-B16 approvisionnés à 300 coups.
- AML S 530

Version antiaérienne avec une tourelle S 530 équipée de 2 canons de calibre 20 mm M 621 (F1) et dotés de 600 coups.
- AML TG 120

Version avec une tourelle TG 120 dotée d'un canon de calibre 20 mm approvisionné à 240 coups et d'une mitrailleuse coaxiale de calibre 7,62 mm.
- EPR

Véhicule de reconnaissance sans tourelle avec une circulaire pour une mitrailleuse de calibre 12,7 mm non protégée.
- ERA

Véhicule de reconnaissance et de raid avec un canon de calibre 20 mm et deux mitrailleuses de 7,62 mm sur circulaire, ou un canon de calibre 20 mm sur une circulaire et deux mitrailleuses de 7,62 mm montées latéralement ou un lanceur de missile antichar Milan et deux mitrailleuses de calibre 7,62 mm montées latéralement.
- EPF

Véhicule sans tourelle pour les patrouilles aux frontières avec un projecteur de recherche et soit une mitrailleuse de calibre 12,7 mm, soit deux mitrailleuses de 7,62 mm.
- EPA

Véhicule de garde des installations aérienne sans tourelle avec un projecteur de recherche et 3 mitrailleuses de calibre 7,62 mm.
- AML 20

Véhicule avec une tourelle TL 20 SO ouverte sur le dessus avec un canon de calibre 20 mm M 693 doté de 1 000 coups.
- AML Eclairage

Véhicule de reconnaissance avec une tourelle ouverte sur le dessus, un canon M 693 de calibre 20 mm doté de 1050 coups et une mitrailleuse de 7,62 mm dotée de 2000 coups.

### Eland produits sous licence en Afrique du Sud par la firme Reumtech

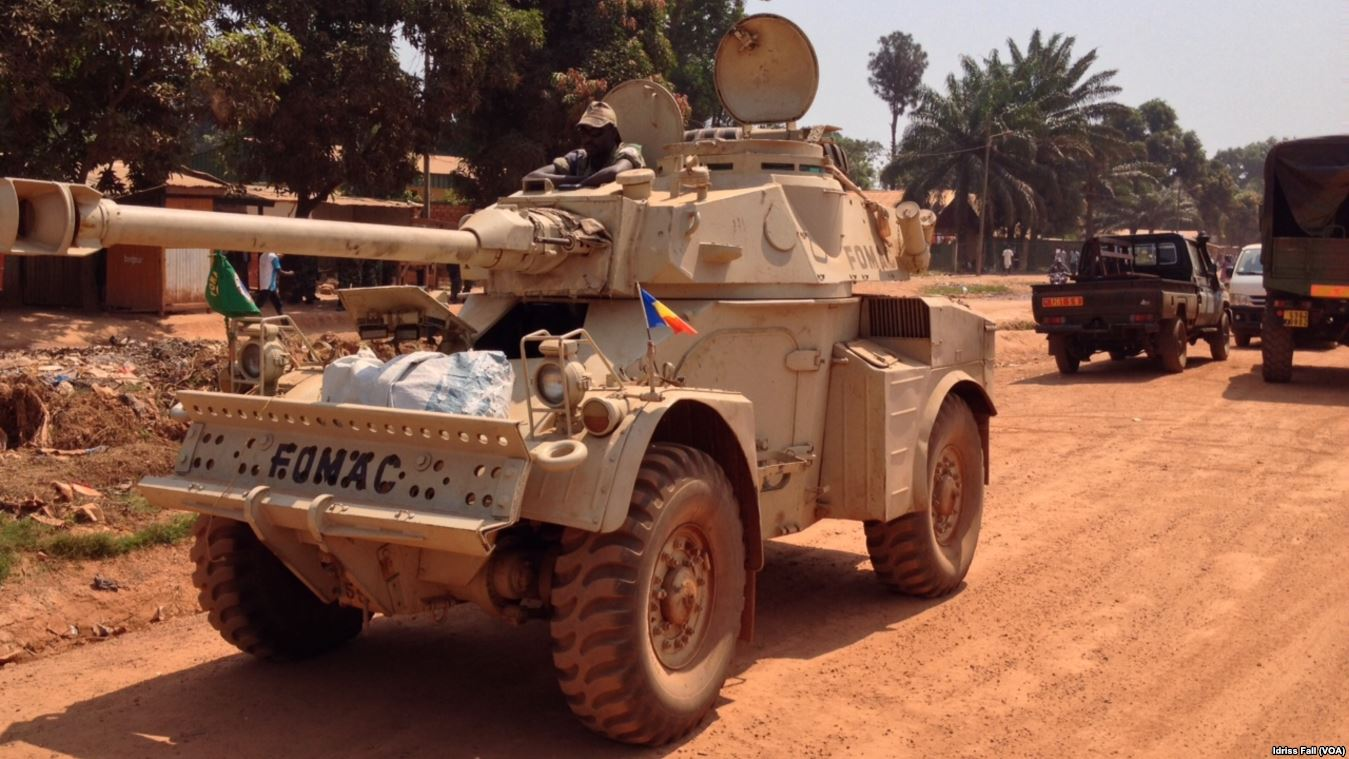
Eland MK7 tchadien en 2013.

Au début des années 1960, l'Afrique du Sud adopte l'AML-60 qu'elle importe de France mais rapidement elle en obtient la licence de fabrication. Une firme locale (Reumtech) l'adapte aux dures conditions du combat en Afrique australe en créant l'Eland MK1 en 1962. Depuis, l'AM sud-africaine a connu plusieurs modifications. Ainsi les MK2 à MK4 sont dotées de freins, d'une pompe d'alimentation et d'un embrayage améliorés. La MK 5 (1972) reçoit une motorisation diesel. Adoptée en 1979, l'Eland MK7 dispose enfin d'un groupe turbodiesel d'origine commerciale (facilitant ainsi la logistique pour les mécaniciens des unités). Avant son remplacement par le Rooikat en 1990, elle était utilisée dans deux différentes versions :
- Eland Mk 1

AML 60 HE-7 produite sous licence avec un mortier de 60 mm et deux mitrailleuses de 7,62 mm.
- Eland Mk 2

Version améliorée de l'Eland Mk 1 avec un moteur diesel Peugeot XD3T refroidi par liquide développant 101 ch avec un réservoir de 156 L.
- Eland Mk 5

- Eland Mk 6

- Eland 60 : version de l'AML 60 HE60-7.
- Eland 90 : équivalent de l'AML 90 Lynx.

1 600 Reumtech Eland seront produites et utilisées par la South African Defence Force aussi que par le Bénin, Ouganda, Malawi, la Côte d'Ivoire, le Sénégal et le Maroc et le Tchad. Le Zimbabwe dispose encore de quelques blindés récupérés.

## Armement de l'AML 60 et équipement
La portée d'un mortier étant limitée, le constructeur français développa ensuite une version avec une tourelle armée d'un canon antichar GIAT Industries de calibre 90 mm à frein de bouche, tirant à 1 500 m un obus à charge creuse ayant une vitesse à la bouche de 750 m/s qui perfore 320 mm de blindage. Sa dotation était de 21 obus. Il pouvait mettre hors de combat un char T-54/T-55.
Le tireur dispose d'une lunette APX M 370 de grossissement 6, de champ 190 millièmes, d'amplitude de pointage de −8 à 32°, avec oculaire réglable et micromètre éclairé pour le tir de nuit. L'armement secondaire d'origine de ce modèle se compose de deux mitrailleuses légères de calibre 7,62 mm jumelées approvisionné à 2 000 coups.
Cette nouvelle AML 90 tout aussi mobile et mieux armée se vendit bien en Afrique où les budgets militaires des pays nouvellement indépendants ne pouvaient absorber l'achat de chars plus lourds.
L'AML 90 évolua elle aussi donnant naissance à l'AML 90 Lynx. Celle-ci reçut une tourelle de conception Hispano-Suiza comportant un canon de calibre 90 mm GIAT F1, un équipement de vision nocturne et un télémètre laser.

## Modernisation algérienne des AML
À partir de 2012, l'Algérie a commencé à effectuer une modernisation en profondeur de son parc d'AML afin d'être plus adapté aux engagements en milieu désertique tout en offrant une puissance de feu et une portée d'engagement allant jusqu'à 8 000 m.
Cette modernisation comprend 2 modèles :
- une version équipée d’une tourelle électrique portant une mitrailleuse 14,5 mm et une PKT coaxiale, avec l’intégration d’un projecteur IR et de caméras de vision nocturnes et enfin deux missiles 9M113 Konkurs ;
- une autre version mieux armée pouvant accueillir jusqu'à 4 missiles 9M113 Konkurs ou 9M133 Kornet avec un stockage supplémentaire permettant leur recharge.

Les 2 versions ont en commun :
- un renforcement de leur blindage
- l’installation de vitres résistantes à des calibres moyens
- un système de climatisation performant
- un nouveau châssis plus léger permettant une meilleure mobilité

## Engagement des AML 60/90 et des AML/Eland

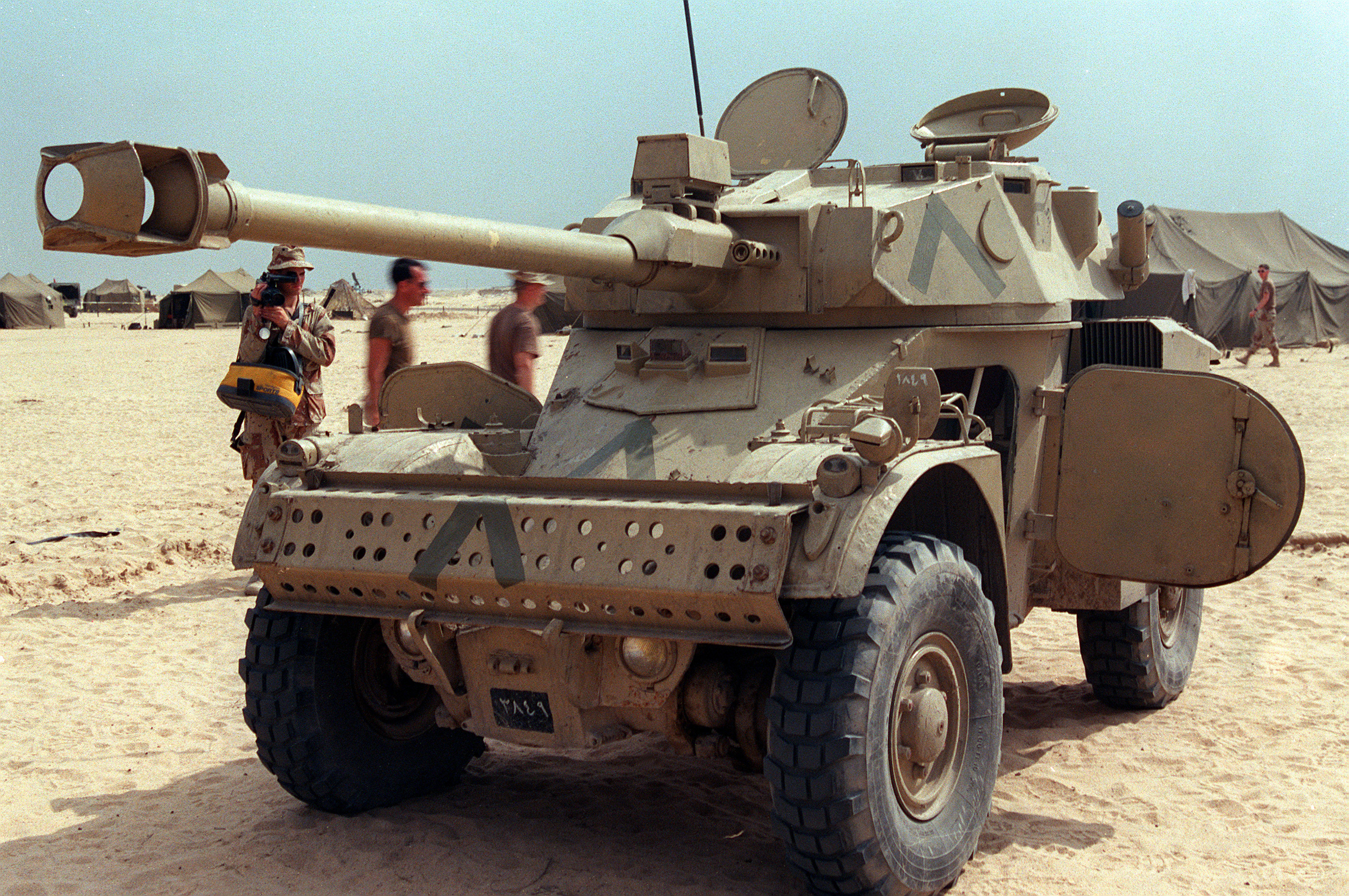
Une AML-90 irakienne saisie durant la guerre du Golfe.

Les AML 60/90 ont été utilisées lors de la guerre du Liban (1975-1990), en Rhodésie du Sud (1970-1980), lors de la guerre des Malouines (1982), par les forces de la République populaire du Bénin contre les mercenaires de Bob Denard en 1977, par les rebelles qui défendirent Kolwezi en 1978, par l'Irak durant la guerre Iran-Irak et la guerre du golfe de 1991, par les forces gouvernementales tchadiennes lors des guerres civiles au Tchad depuis 2005 et au Mali et durant l'intervention militaire du Kenya en Somalie de 2011/2012. L'Armée française en a déployé au Tchad (matériel équipant les unités du Régiment d'infanterie chars de marine et du 1er Régiment Étranger de Cavalerie), au Sud-Liban et en Côte d'Ivoire (lors de l'Opération Licorne). Israël en a déployé pendant la guerre des Six Jours et à la bataille de Karameh en 1968.
L’Eland sud-africain a été engagée en Rhodésie et en Angola en 1978. Enfin, l'armée royale marocaine a engagé ses AML et ses Eland contre le Front Polisario durant la guerre du Sahara occidental.

## Pays utilisateurs des AML 60/90

### Utilisateurs actuels
(avril 2018).
- Algérie : 54 AML-60[10].
- Arabie saoudite : 300, 190 AML-90 et 110 AML-60[11]; 235 opérationnelles[12].
- Argentine : 50 AML-90[10].
- Bahreïn : 23 AML-90[10]; 22 opérationnelles en 2016[13].
- Bénin : 3 Eland-90[14].
- Bosnie-Herzégovine : 10 AML-90[10].
- Burkina Faso : 15 AML et 4 Eland-90[10].
- Birmanie : 50 AML-90[15],[16].
- Burundi : 18AML-60/90 et 12 AML 90 Lynx[10].
- Cameroun : 31 livrées par la Bosnie[10].
- Côte d'Ivoire : 20 AML[10] et un nombre inconnu d'Eland[17],[18],[19].
- République démocratique du Congo 210 AML[10].
- Djibouti : 24[10]; 20 opérationnelles[20].
- Gabon : 8 AML 60 et 20 AML 90[10], 4 Eland-90 et 4 Eland-60 en service avec la garde présidentielle[21].
- Guinée : 2 AML 90 Lynx dans la garde présidentielle[10].
- Émirats arabes unis : 90 AML-90[10].
- Équateur : 12 AML 60 et 15 AML 90[10],[22].
- Salvador : 12 AML-90[10]; 10 opérationnelles[22].
- Irak : 300[23]; 10 opérationnelles[15].
- Kenya : 82[10] remises à neuf par une compagnie israélienne en 2007[24].
- Lesotho : 6 AML-90[25]; 4 opérationnelles[26].
- Liban : 74[10]; 45 opérationnelles[27].
- Malawi : 13 Eland achetées à l'Afrique du Sud en 1994[10].
- Maroc : 210 AML dont 20 Lynx[10], 60 Eland 20 et 90[10],[28]; 175 opérationnelles[29].
- Mauritanie : 60 AML[10].
- Niger : 56 AML[10].
- Nigeria : 137 AML[10].
- Ouganda : 40 Eland achetées avant la deuxième guerre du Congo[30].
- Pakistan : 5 AML 60-20[31],[32],[22].
- Rwanda : 15 AML[10].
- République arabe sahraouie démocratique : 8 AML[29] et Eland saisies aux Marocains[33].
- Salvador : 12 AML 90[10].
- Senegal : 57 AML dont 3 Lynx[10], 47 Eland-90 achetées en 2005[34].
- Somalie : 15 AML-90[35].
- Somaliland[36],[37].
- Soudan : 6 AML-90[10],[38]; 5 opérationnelles[39].
- Tchad : 95 AML dont 23 Lynx[10]; probablement remplacées par 82 Eland-90 remises à neuf et acquises via une compagnie belge en 2007[40].
- Togo : 3 AML-60 et 7 AML-90[10].
- Tunisie : 28 AML[10].
- Venezuela : 10 AML 60 et 90 et 12  AML S530 achetés en 1971 et 1974[10],[41].
- Yemen : 185[20]; 95 opérationnelles[42].
- Zimbabwe : 26 à 28 Eland-90, 6 Eland-60 récupérées à l'Indépendance, sur les 34 reçues par la Rhodésie[43].

### Anciens utilisateurs
- Afrique du Sud : 100 AML 60 acquises en 1962 et 1300 Eland[44],[10].
- Al-Mourabitoun : AML issues des forces armées libanaises[45].
- Amal : AML issues des forces armées libanaises[46].
- Angola : probablement saisies aux Portugais[47].
- Biafra : probablement saisies aux Nigérians[48].
- Boko Haram : 1 AML-60; probablement saisie à l'armée nigériane[49].
- Cambodge : 15 AML-60 en service entre 1965 et 1975[10]. Utilisées pendant la guerre civile cambodgienne (1967-1975)[50].
- FLEC : au moins 2 AML-60; probablement acquises via le Zaïre[51].
- FNLA : 1 AML-90[52].
- Égypte : un faible nombre d'AML-90 saisies à Israël lors de la guerre du Kippour[25].
- Espagne : 140 AML 60 et 90[10].
- Éthiopie : 56 AML[10].
- France : 784 AML dans l'armée retirées du service dans les années 1990 et 121 dans la gendarmerie retirées du service en 1997[53].
- République populaire du Kampuchéa : 2 AML-60 en service au début des années 1980[32].
- FNLC : 1 AML-60, quelques AML-90[54].
- Irlande : 18 AML-20, 15 AML-90[55].
- Israël : 79 AML[10].
- Forces libanaises : 12 AML-90 issues des forces armées libanaises[45].
- Libye : 20 AML-90[10].
- Malaisie: :140 AML-60 et 90[10].
- Portugal : 50 AML[10].
- Parti socialiste progressiste : issues des forces armées libanaises[45].
- UNITA : 4 AML[44] acquises clandestinement via le Zaïre; utilisées pendant la guerre civile angolaise[56],[57].
- Zaire : 95 AML-60 et 60 AML-90[58].